# الدوري الإسرائيلي الممتاز

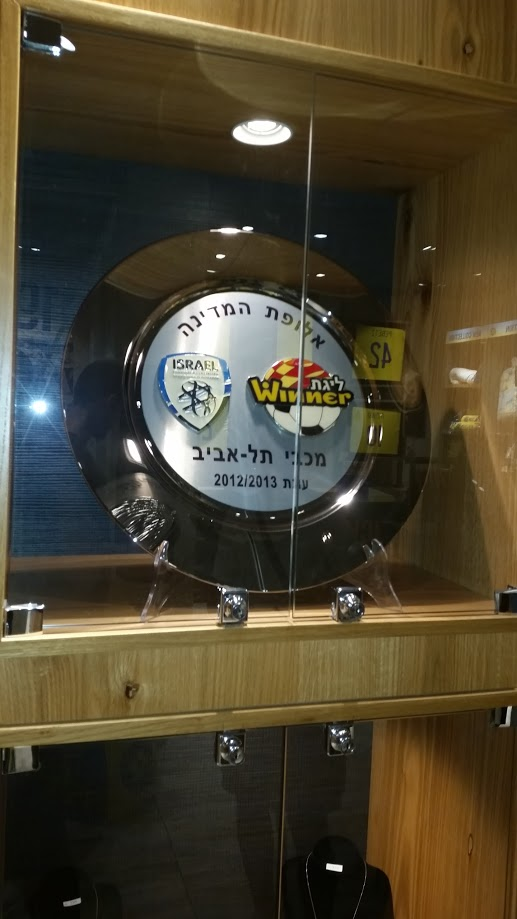
درع الدوري الإسرائيلي الممتاز

الدوري الإسرائيلي الممتاز (بالعبرية:ליגת העל) وتنطق (ليغات هاأل، وتعني:دوري السوبر)، وغالباً ما تعرف (بـ:ליגת טוטו) وتنطق (ليغات توتو). تأسس الدوري سنة 1999 ويضم 14 نادي لكرة القدم. تشكلت المسابقة عام 1999 بعد قرار اتحاد كرة القدم الإسرائيلي بتشكيل دوري جديد. كما أنها تحتل المرتبة 23 في معاملات الاتحاد الأوروبي للبطولات على أساس الأداء في المسابقات الأوروبية على مدى السنوات الخمس الماضية، قبل الدوري البيلاروسي الممتاز والدوري الكازاخستاني الممتاز. منذ عام 1923، توج 14 ناديًا بطلاً لدوري كرة القدم الإسرائيلي. من بين الأندية التسعة والعشرين التي شاركت في البطولة منذ تأسيس الدوري الإسرائيلي عام 1999، فازت سبعة باللقب: بيتار القدس (مرتين)، هبوعيل بئر السبع (ثلاث مرات)، هبوعيل تل أبيب (مرتين)، مكابي حيفا (سبع مرات)، مكابي تل أبيب (ست مرات)، ونادي هابويل إيروني كريات شمونة (مرة واحدة). البطل الحالي هو مكابي تل أبيب، الذين فازوا بموسم 2019–20.

## سجل البطولة

### الأبطال عبر التاريخ
- 1949–50: ماكابي تل أبيب
- 1951–52: ماكابي تل أبيب
- 1953–54: ماكابي تل أبيب
- 1954–55: هابويل بيتاه تيكفا
- 1955–56: ماكابي تل أبيب
- 1956–57: هابويل تل أبيب
- 1957–58: ماكابي تل أبيب
- 1958–59: هابويل بيتاه تيكفا
- 1959–60: هابويل بيتاه تيكفا
- 1960–61: هابويل بيتاه تيكفا
- 1961–62: هابويل بيتاه تيكفا
- 1962–63: هابويل بيتاه تيكفا
- 1963–64: هابويل رامات جان
- 1964–65: هاكواح رامات جان
- 1965–66: هابويل تل أبيب
- 1966–68: ماكابي تل أبيب
- 1968–69: هابويل تل أبيب
- 1969–70: ماكابي تل أبيب
- 1970–71: ماكابي نيتانيا
- 1971–72: ماكابي تل أبيب
- 1972–73: هاكواح رامات جان
- 1973–74: ماكابي نيتانيا
- 1974–75: هبوعيل بئر السبع
- 1975–76: هبوعيل بئر السبع
- 1976–77: ماكابي تل أبيب
- 1977–78: ماكابي نيتانيا
- 1978–79: ماكابي تل أبيب
- 1979–80: ماكابي نيتانيا
- 1980–81: هابويل تل أبيب
- 1981–82: هبوعيل بئر السبع
- 1982–83: ماكابي نيتانيا
- 1983–84: ماكابي حيفا
- 1984–85: ماكابي حيفا
- 1985–86: هابويل تل أبيب
- 1986–87: بيتار القدس
- 1987–88: هابويل تل أبيب
- 1988–89: ماكابي حيفا
- 1989–90: بني يهودا
- 1990–91: ماكابي حيفا
- 1991–92: ماكابي تل أبيب
- 1992–93: بيتار القدس
- 1993–94: ماكابي حيفا
- 1994–95: ماكابي تل أبيب
- 1995–96: ماكابي تل أبيب
- 1996–97: بيتار القدس
- 1997–98: بيتار القدس
- 1998–99: هابويل حيفا
- 1999–00: هابويل تل أبيب
- 2000–01: ماكابي حيفا
- 2001–02: ماكابي حيفا
- 2002–03: ماكابي تل أبيب
- 2003–04: ماكابي حيفا
- 2004–05: ماكابي حيفا
- 2005–06: ماكابي حيفا
- 2006–07: بيتار القدس
- 2007–08: بيتار القدس
- 2008–09: ماكابي حيفا
- 2009–10: هابويل تل أبيب
- 2010–11: ماكابي حيفا
- 2011–12: نادي هابويل إيروني كريات شمونة
- 2012–13: ماكابي تل أبيب
- 2013–14: ماكابي تل أبيب
- 2014–15: ماكابي تل أبيب
- 2015–16: هبوعيل بئر السبع
- 2016–17: هبوعيل بئر السبع
- 2017–18: هبوعيل بئر السبع
- 2018–19: ماكابي تل أبيب
- 2019–20: ماكابي تل أبيب

### سجل البطولات
| النادي                    | الألقاب | السنوات |
| ------------------------- | ------- | --- |
| مكابي تل أبيب             | 23      | 1935–36, 1937, 1941–42, 1946–47, 1949–50, 1951–52, 1953–54, 1955–56, 1957–58, 1966–68, 1969–70, 1971–72, 1976–77, 1978–79, 1991–92, 1994–95, 1995–96, 2002–03, 2012–13, 2013–14, 2014–15, 2018–19, 2019–20 |
| هبوعيل تل أبيب            | 14      | 1933–34, 1934–35, 1938, 1940, 1943–44, 1944–45, 1956–57, 1965–66, 1968–69, 1980–81, 1985–86, 1987–88, 1999–00, 2009–10                                                                                     |
| مكابي حيفا                | 12      | 1983–84, 1984–85, 1988–89, 1990–91, 1993–94, 2000–01, 2001–02, 2003–04, 2004–05, 2005–06, 2008–09, 2010–11                                                                                                 |
| هابويل بيتاه تيكفا        | 6       | 1954–55, 1958–59, 1959–60, 1960–61, 1961–62, 1962–63 |
| بيتار القدس               | 6       | 1986–87, 1992–93, 1996–97, 1997–98, 2006–07, 2007–08 |
| ماكابي نيتانيا            | 5       | 1970–71, 1973–74, 1977–78, 1979–80, 1982–83 |
| هبوعيل بئر السبع          | 5       | 1974–75, 1975–76, 2015–16, 2016–17, 2017–18 |
| هاكواح رامات جان          | 2       | 1964–65, 1972–73 |
| بني يهودا                 | 1       | 1989–90 |
| بيتار تل أبيب             | 1       | 1944–45 |
| هبوعيل رمات جان جفعتايم   | 1       | 1963–64 |
| هبوعيل حيفا               | 1       | 1998–99 |
| هابويل إيروني كريات شمونة | 1       | 2011–12 |
| الشرطة البريطانية         | 1       | 1931–32 |
| هبوعيل كفار سابا          | 1       | 1981–82 |